# Gaius Antonius Rufus (Flamen)
Gaius Antonius Rufus (vollständige Namensform Gaius Antonius Marci filius Voltinia Rufus) war ein im 1. Jahrhundert n. Chr. lebender Angehöriger des römischen Ritterstandes (eques). Durch eine Inschrift, die in Alexandria Troas gefunden wurde und die auf 41/68 n. Chr. datiert wird, sind einzelne Stationen seiner Laufbahn bekannt. Die Inschrift liegt in vier Versionen vor; seine Laufbahn ist in allen Versionen in aufsteigender Reihenfolge wiedergegeben.

## Ämterlaufbahn
Zunächst übernahm er die Funktion eines Priesters (Flamen) für den vergöttlichten Gaius Iulius Caesar (Divi Iuli flamini) in der kleinasiatischen Stadt Alexandria Troas. Danach wurde er Priester für den vergöttlichten Augustus sowohl in Apri als auch in Philippi (flamini divi Augusti coloniae Claudiae Aprensis et coloniae Iuliae Philippensis).
Im Anschluss folgte seine militärische Laufbahn. Sie bestand aus den für einen Angehörigen des Ritterstandes üblichen tres militiae. Zunächst übernahm er als Tribun die Leitung der Cohors XXXII Voluntariorum. Danach wurde er Tribun in der Legio XIII Gemina. Den Abschluss bildete das Kommando als Präfekt der Ala I Scubulorum. Alle Einheiten waren vermutlich in der Provinz Pannonia stationiert, als er seine jeweiligen Posten antrat.

## Herkunft und Familie
Rufus war in der Tribus Voltinia eingeschrieben. Er stammte entweder aus Apri (Colonia Claudia Aprensis), aus Philippi (Colonia Iulia Philippensis), aus Parion (Colonia Iulia Pariana) oder möglicherweise aus Alexandria Troas. Die ersten beiden Städte waren in der Tribus Voltinia eingeschrieben. In den ersten drei Städten hatte er den Rang eines Princeps.
In Philippi ließ Rufus für seinen Vater Marcus Antonius Bassus einen Grabstein errichten. Ein Antonius erscheint auch in einer unvollständigen Inschrift, die in Parion gefunden wurde.